# 杉本伝
杉本 伝（すぎもと つたえまたは つとう、正字体：杉本 傳、1890年10月22日 - 1979年4月7日）は、日本の競泳指導者。

## 来歴
大阪市大阪市に生まれる。
大阪府立茨木中学校（現・大阪府立茨木高等学校）を経て日本体育会体操学校（現・日本体育大学）に進み、1911年に卒業する。卒業後は体育教員嘱託として母校の茨木中学校に着任した。
同校では、大正天皇の即位大典を記念して水泳場が建設され、1916年3月15日に竣工する。水泳場完成後、杉本は競泳の研究に取り組み、1919年に「水泳5ヵ年計画」を立案して「競泳研究特別班」を校内に編成する。茨木中学は、同年8月に静岡県田方郡戸田村（現・沼津市）で開かれた東京帝国大学主催の第3回全国競泳大会に初参加する（戸田には東京帝大の水泳場があった）。茨木中学の水泳場は同年11月から12月にかけての改修工事により、正式な競泳用50メートルプールとなった。その翌年の1920年8月の第4回全国競泳大会では、茨木中学はクロール泳法によって優勝した。
1921年には上海で開催された第5回極東選手権競技大会（極東オリンピック）に杉本と生徒2名が代表として参加した。1923年に地元大阪で開催された第6回極東選手権競技大会では在校生と卒業生を合わせて16人もの代表選手が茨木中学から出場した。その後も極東選手権では第7回（マニラ・1925年）や第8回（上海・1927年）に茨木中学から代表選手が出場した。
1924年パリオリンピックでは杉本は水泳の代表監督となり、茨木中学OBの高石勝男や石田恒信を含む選手団を引率した。高石は100メートル自由形と1500メートル自由形にそれぞれ5位に入賞し、メンバーとなった800メートルフリーリレーでも4位に入賞した。オリンピック終了後、杉本は単身で欧米視察旅行に赴き、飛込競技と水球に触れ、それらの研究、普及に努める。
1928年アムステルダムオリンピックには飛込競技のコーチとして参加する。この大会では茨木中学生徒の入江稔夫・高階富士夫やOBの高石が参加し、入江は100メートル背泳ぎに4位入賞、高階は飛板飛込で決勝進出（9位）を果たした。
1932年ロサンゼルスオリンピックでは、杉本は水球チームのコーチとして3大会連続で参加した。入江稔夫は100メートル背泳ぎで銀メダルを獲得した。
茨木高等学校の構内には、1985年10月27日に「日本近代水泳発祥之地」の記念碑が建立された。